# STS-33
STS-33 was de vijfde spaceshuttlemissie die werd uitgevoerd voor het Amerikaanse ministerie van Defensie. Hierdoor zijn enkele missiegegevens niet bekend. De missie werd uitgevoerd door de Discovery.

## Bemanning
| Positie            | Gelanceerde astronaut                | Gelande astronaut                    |
| ------------------ | ------------------------------------ | ------------------------------------ |
| Bevelhebber        | Frederick D. Gregory 2e ruimtevlucht | Frederick D. Gregory 2e ruimtevlucht |
| Piloot             | John E. Blaha 2e ruimtevlucht        | John E. Blaha 2e ruimtevlucht        |
| Missiespecialist 1 | F. Story Musgrave 3e ruimtevlucht    | F. Story Musgrave 3e ruimtevlucht    |
| Missiespecialist 2 | Manley L. Carter 1e ruimtevlucht     | Manley L. Carter 1e ruimtevlucht     |
| Missiespecialist 3 | Kathryn C. Thornton 1e ruimtevlucht  | Kathryn C. Thornton 1e ruimtevlucht  |

## Missie parameters
- Massa
  - Shuttle bij lancering: onbekend
  - Shuttle bij landing: onbekend
  - Vracht: ~21.000 kg
- Perigeum: 207 km
- Apogeum: 214 km
- Glooiingshoek: 28,5°
- Omlooptijd: 88,7 min

## Verloop
De lancering van STS-33 vond plaats op 20 november 1989, nadat de lancering eerder was uitgesteld. Eenmaal in de ruimte werd er een satelliet uit het laadruim gehaald en in de ruimte gelanceerd. STS-33, de negende missie voor spaceshuttle Discovery, eindigde met de landing op 28 november op Edwards Air Force Base.